# Mario Merz
Mario Merz (Milà, 1 de gener de 1925 - Torí, 9 de novembre de 2003) fou un artista italià relacionat amb l'arte povera, marit de la també escultora de l'arte povera Marisa Merz (1931, Torí).
Començà a dibuixar durant la Segona Guerra Mundial, i fou detingut per les seves activitats amb el grup antifeixista Giustizia e Libertà. Als anys seixanta, l'obra de Merz, que empra energia, llum i matèria, se situa en el moviment que Germano Celant va denominar Arte Povera, un dels més influents de l'art italià del segle XX junt amb el futurisme. Merz va experimentar amb el traçat continu, evitant aixecar el llapis del paper fins que considerava acabada la seva obra. Va explorar també la relació entre la natura i el subjecte fins que va protagonitzar les seves primeres exposicions individuals al Torí culturalment incendiari dels anys cinquanta del segle XX, en un clima alimentat per escriptors com Cesare Pavese, Elio Vittorini o Ezra Pound. Merz és especialment conegut per les seves construccions d'iglús formats amb materials diversos, i per la utilització de la sèrie de Fibonacci, que emprà sovint en instal·lacions amb tubs de neó. La seva obra està influenciada per la de la seva esposa, Marisa Merz, a qui va conèixer mentre estudiava a Torí durant els anys cinquanta. Ambdós són figures destacades de l'arte povera, i s'influenciaren mútuament.

## Obra
Merz va deixar de banda la subjectivitat de l'expressionisme abstracte a favor d'obrir l'art a l'espai exterior: una llavor o una fulla al vent esdevé un univers en les seves teles. Des de mitjan anys seixanta del segle XX, les seves pintures reflectien el seu desig d'explorar la transmissió de l'energia d'allò orgànic a allò inorgànic, una curiositat que el va portar a crear obres amb tubs de neó aplicats a objectes quotidians, com paraigües, un vidre, una ampolla o el seu propi impermeable. Merz i els seus companys van establir les línies mestres d'una nova aproximació a l'art italià en un món globalitzat, partint de la base de no entendre els ready-made com coses (almenys des del punt de vista que el Nouveau réalisme francès preveia).

Moltes de les seves instal·lacions contenen paraules o números en tubs de neó. Els números segueixen la progressió de Leonardo Fibonacci. Des de 1969, Merz va emprar la seqüència de Fibonacci en performances en instal·lacions per tal de representar els principis universals de la creació i el creixement. En són exemples les seves instal·lacions al museu Guggenheim de Nova York (1971), Torí (1984) o els neons instal·lats sobre una pila de diaris a la galeria Capodimonte (Nàpols) (1987) L'any 1972 va il·lustrar la progressió de Fibonaci amb una sèrie de fotografies del menjador dels treballadors d'una fàbrica i d'un restaurant que progressivament s'anava omplint de clients. En un espectacle a la John Weber Gallery de Nova York l'any 1973, va expressar la sèrie de Fibonacci emprant un conjunt de taules modulars. L'any 1990 va expressar la mateixa seqüència a Prato, prop de Florència, mitjançant una espiral de 24 metres feta de bastons, ferro i paper.
Merz estava fascinat per l'arquitectura: el seu pare era arquitecte i al seu torn ell admirava els constructors de gratacels de Nova York. Aquesta sensibilitat es reflectí en el seu art, interessat en la relació entre l'espai i l'humà que l'habita. Creà grans espais de caràcter humà, íntim i natural tot sentint-se intrigat tant per allò poderós com per allò menut. L'any 1968 va començar a treballar en els seus famosos iglús, revelant les característiques prehistòriques i tribals que romanen amagades en l'espai i el temps contemporani i entenent la mobilitat de l'habitatge nòmada com una metàfora ideal per l'espai de l'artista. Les paraules elaborades amb tubs de neó als seus iglús són característiques de la fraseologia italiana, que van més enllà dels típics eslògans per esdevenir la veu del seu temps en la història. Per exemple, el seu primer iglú, obra de 1968, estava decorat amb una frase del general Vo Nguyen Giap del Vietnam del Nord: Si l'enemic aplega les seves forces, perd terreny; si es dispersa, perd força. En el moment de la seva primera exposició individual als Estats Units (Walker Art Center, 1972), Merz havia afegit diaris, animals arquetípics i motocicletes a la seva iconografia. Més endavant hi afegí la taula, simbolitzant un lloc per la necessitat humana d'interacció i satisfacció.
Des de les darreries dels anys setanta fins al final de la seva carrera, Merz va unir-se a altres artistes de la seva generació en un retorn cap a medis i tècniques artístiques més convencionals. Fins i tot va fer algun treball escultòric en marbre, com les cinc escultures que es podien observar a través de les finestres d'un edifici de la biennal internacional d'escultura de Carrara. D'altra banda, Merz digué: L'espai és corb, la terra és corba, tot a la terra és corb, i d'acord amb aquest pensament va crear grans instal·lacions curvilínies, com la conservada al Museu Guggenheim de Nova York. Aquestes darreres obres són inusualment lleugeres i de gran transcendència formal. Les seves intervencions en jaciments arqueològics, redimeixen els espais de l'acció turística amb senzilles línies de neó, que a la vegada serveixen de fonts d'inspiració estètica.

## Obra a Barcelona

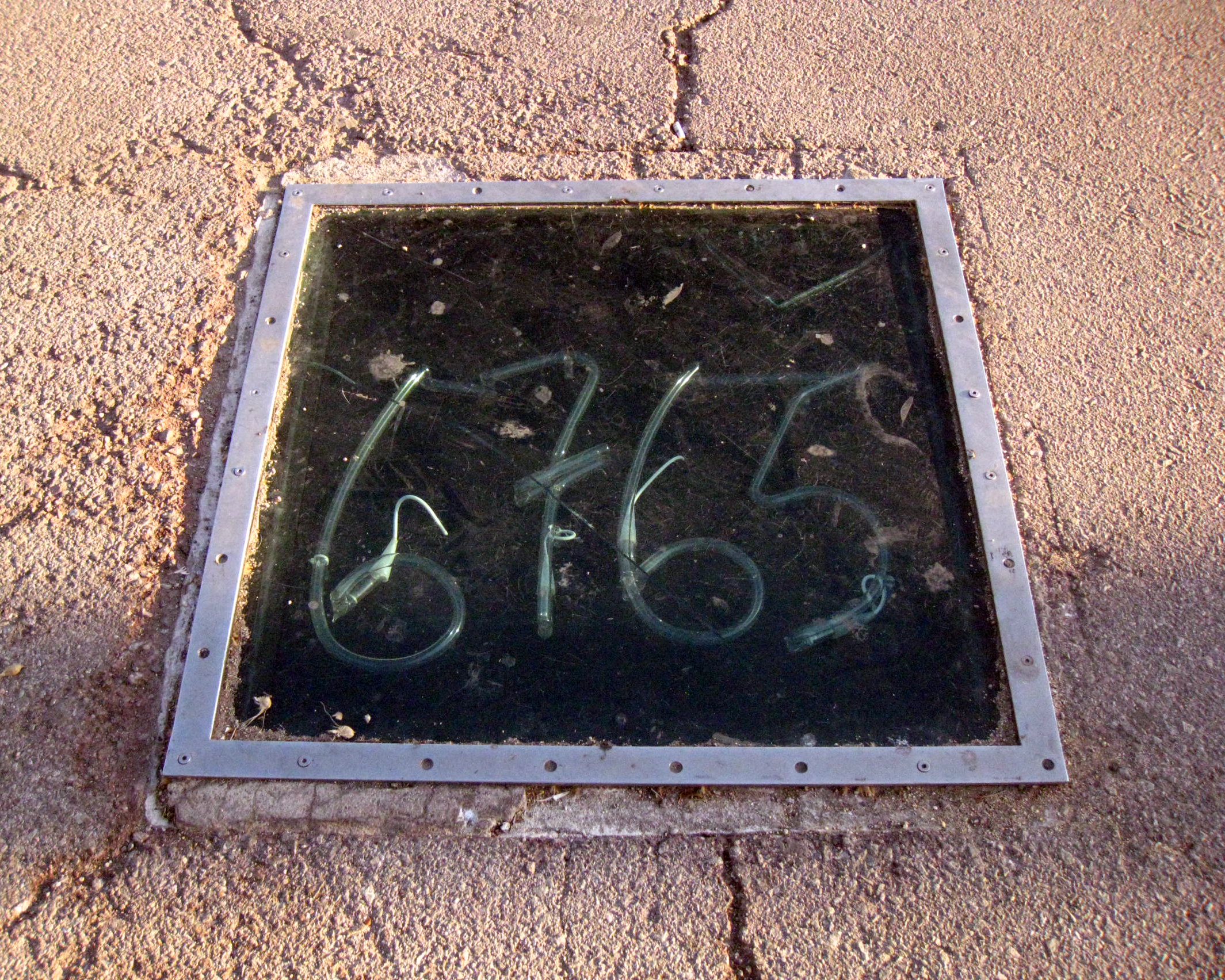
La penúltima finestrella de la l'obra, vista de dia, en una foto del 2013.

A Barcelona, té una obra conceptual del 1992, instal·lada arran de les preparacions per als Jocs Olímpics. Titulat Crescendo appare, és una sèrie de 21 "finestres" encastades al terra del Moll de la Barceloneta tot al llarg de 160 metres, a sota del qual hi ha números escrits en tubs de neó vermells que configuren part de la successió de Fibonacci. Normalment aquests números s'haurien d'il·luminar de nit, però cada cert temps l'escultura requereix restauració per mantenir-la en bon estat de funcionament, ja que després d'un temps, les llums s'apaguen, els vidres es trenquen, i hi entra aigua. El 2004, tota la instal·lació va ser restaurada a fons, però ara, a 2019, ja no funcionen els neons de nou i resten a l'espera d'una nova restauració. De tant en tant, es substitueixen nous vidres pels trencats.
Vegeu 19 de les 21 peces il·luminades aquí: "Cinetisme. Mario Mertz".